# 贵阳路
贵阳路，安徽省合肥市的一条东西向次干道，得名自贵阳市。道路起自庐州大道，横穿滨湖CBD与金融后台服务中心后止于昌都路。沿路有万达未来塔、合肥师范附小教育集团万慈小学、金斗公园、新华人寿保险合肥后援中心、合肥市第四十八中学阳光南校区、合肥师范附小三小等。合肥轨道交通5号线的贵阳路站即是依此路得名。

## 轨道交通
- █ 1号线：万达城站
- █ 5号线：贵阳路站